# Liste der Kulturdenkmale in Schlunzig
Die Liste der Kulturdenkmale in Schlunzig enthält die in der amtlichen Denkmalliste des Landesamtes für Denkmalpflege Sachsen ausgewiesenen Kulturdenkmale im Zwickauer Ortsteil Schlunzig.

## Legende
- Bild: Bild des Kulturdenkmals, ggf. zusätzlich mit einem Link zu weiteren Fotos des Kulturdenkmals im Medienarchiv Wikimedia Commons. Wenn man auf das Kamerasymbol klickt, können Fotos zu Kulturdenkmalen aus dieser Liste hochgeladen werden:
- Bezeichnung: Denkmalgeschützte Objekte und ggf. Bauwerksname des Kulturdenkmals
- Lage: Straßenname und Hausnummer oder Flurstücknummer des Kulturdenkmals. Die Grundsortierung der Liste erfolgt nach dieser Adresse. Der Link (Karte) führt zu verschiedenen Kartendiensten mit der Position des Kulturdenkmals. Fehlt dieser Link, wurden die Koordinaten noch nicht eingetragen. Sind diese bekannt, können sie über ein Tool mit einer Kartenansicht einfach nachgetragen werden. In dieser Kartenansicht sind Kulturdenkmale ohne Koordinaten mit einem roten bzw. orangen Marker dargestellt und können durch Verschieben auf die richtige Position in der Karte mit Koordinaten versehen werden. Kulturdenkmale ohne Bild sind an einem blauen bzw. roten Marker erkennbar.
- Datierung: Baubeginn, Fertigstellung, Datum der Erstnennung oder grobe zeitliche Einordnung entsprechend des Eintrags in der sächsischen Denkmaldatenbank
- Beschreibung: Kurzcharakteristik des Kulturdenkmals entsprechend des Eintrags in der sächsischen Denkmaldatenbank, ggf. ergänzt durch die dort nur selten veröffentlichten Erfassungstexte oder zusätzliche Informationen
- ID: Vom Landesamt für Denkmalpflege Sachsen vergebene, das Kulturdenkmal eindeutig identifizierende Objekt-Nummer. Der Link führt zum PDF-Denkmaldokument des Landesamtes für Denkmalpflege Sachsen. Bei ehemaligen Kulturdenkmalen können die Objektnummern unbekannt sein und deshalb fehlen bzw. die Links von aus der Datenbank entfernten Objektnummern ins Leere führen. Ein ggf. vorhandenes Icon  führt zu den Angaben des Kulturdenkmals bei Wikidata.

## Schlunzig
| Bild                                    | Bezeichnung | Lage                                      | Datierung                                 | Beschreibung | ID       |
| --------------------------------------- | --- | ----------------------------------------- | ----------------------------------------- | --- | -------- |
| Direkt Bild zu diesem Denkmal hochladen | Wohnstallhaus und Seitengebäude eines Dreiseithofes | Kleine Dorfstraße 15 (Karte)              | 1868 (Wohnstallhaus)                      | Stall mit preußischen Kappen, Stallgebäude vollst. Fachwerk, Ortsrandlage. | 09242399 |
| Direkt Bild zu diesem Denkmal hochladen | Gasthofssaal mit Innenausstattung | Moseler Allee 12 (Karte)                  | 1889                                      | Saalanbau mit qualitätvoller Innenausstattung von ortsgeschichtlichem und baugeschichtlichem Wert. Saal mit interessanter Innendekoration, wahrscheinlich aus Pappe, sonstiges Gebäude schmucklos, Fenster Saal verändert, Umgebungsschutz zu Mühle wichtig und geschichtlicher Zusammenhang. Der Müller der Klatschmühle Christian Barth erhielt 1734 die Konzession, eine Schänke bei der Mühle zu errichten. Im Volksmund wurde die Schänke daher als Klatschschänke bezeichnet. Bis 1824 war diese die Erbschänke. | 09242406 |
|                                         | Mühle, bestehend aus dem Mahlmühlengebäude, verbunden mit dem Wohnhaus und der ehemaligen Ölmühle, der Scheune, zwei Seitengebäuden (das eine heute Wohnhaus, das andere Gebäude heute Lager und Verkaufsraum) sowie der ehemaligen Schneidemühle, heute Schuppen | Moseler Allee 17 (Karte)                  | um 1600 (altes Mühlenwohnhaus, Dachstuhl) | gut erhaltener Mühlenkomplex von großer ortsgeschichtlicher und baugeschichtlicher sowie landschaftsprägender Bedeutung. Malerisch in der Bachaue des Mülsenbaches unweit des kleinen Dorfes Schlunzig, welches heute zu Zwickau gehört, steht die „Klatschmühle“. Die Wassermühle wird 1555 erstmals als Eigentum von „Simon dem Klatschmüller“ erwähnt. Der Name „Klatsch Mühle“ (1825 in heutiger Schreibweise) soll sich von „Klatschen“ im Sinne von „Klappern“ ableiten. Aber auch das „Klatschen“ der Kutscher mit ihren Peitschen an der unterhalb der Mühle befindlichen Furt, wodurch diese signalisierten, dass sie die Furt passieren wollten, hätte zur Namensgebung der Mühle geführt. Nach mehrmaligem Besitzerwechsel erwirbt 1816 die Familie Tzschentschler die Mühle, in deren Besitz sie sich noch heute befindet. Bis 1930/31 wurde die Mühle als Öl-, Mehl- und Sägemühle betrieben. Nach Abbruch der alten Mehlmühle wird ein modernes fünfgeschossiges Mahlmühlengebäude errichtet, in dem zunächst Mehl und Futter hergestellt wird (heute Futterschrot und Quetschfutter). Vermutlich zeitgleich erfolgte die Stilllegung der alten Sägemühle. Unbekannt ist, wie lange die Ölmühle betrieben wurde. Zum Mühlenkomplex gehört das Müllerwohnhaus, ursprünglich ein Fachwerkhaus aus dem 17. Jahrhundert, welches 1930/31 und 1975 umgebaut wurde. An dieses Haus fügt sich die fünfgeschossige Mühle von 1930/31 an. Beim Neubau des Mühlengebäudes blieb das Ölmühlengebäude aus dem 19. Jahrhundert erhalten, welches nördlich mit dem Mühlengebäude verbunden ist. Südöstlich steht neben dem Mühlengebäude ein Seitengebäude aus dem frühen 17. Jahrhundert, ursprünglich Stall, Bergeraum und Altenteil der Mühle, heute Laden und Lagerraum. Die ehemalige Scheune im Westen der Hofanlage, vermutlich aus dem 17. Jahrhundert stammend, wurde 1984 unter Beibehaltung des alten Dachstuhls umgebaut. Den straßenseitigen Hofabschluss bildet der ehemalige Schweine- und Pferdestall, ein Fachwerkgebäude aus dem beginnenden 19. Jahrhundert, welches heute als Wohnhaus genutzt wird. Bemerkenswert ist das Gebäude der alten Sägemühle, im Kern vermutlich noch 17. Jahrhundert, welches auf der anderen Uferseite des Mühlgrabens gegenüber dem Mahlmühlengebäude steht. Nach Stilllegung der Säge und dem Ausbau des Sägegatters erfolgte der Umbau zum Lagerschuppen, wobei Teile der alten Konstruktion erhalten blieben. Innenausstattung Mahlmühle von 1931, Schneidemühle ohne Innenausstattung. Das ursprünglich vorhandene oberschlächtige Wasserrad wurde 1924 durch eine Turbine ersetzt, die 2008 noch funktionsfähig war. (LfD/2008) | 09242407 |
| Weitere Bilder                          | Kirche mit Ausstattung | Schlunziger Hauptstraße (Karte)           | 1200–1210, urspr. spätromanisch           | künstlerisch, baugeschichtlich und ortsgeschichtlich von Bedeutung. Mehrfach verändert, flachgedecktes rechteckiges Schiff, Chor kreuzgratgewölbt, Triumphbogen mit spätromanischen Kämpfern, außen Strebepfeiler und Dachreiter, innen Felderdecke auf profilierten Balken, Emporen- und Orgelprospekt, Akanthusornamente um 1700, zwei Schnitzfiguren Anfang 15. Jh./1520, Altarkruzifix um 1520 Holz. | 09242398 |
| Direkt Bild zu diesem Denkmal hochladen | Wohnstallhaus (Umgebindehaus) und Scheune eines ehemaligen Dreiseithofes | Schlunziger Hauptstraße 4 (Karte)         | um 1760                                   | als eines der wenigen noch erhaltenen Umgebindehäuser in dieser Hauslandschaft von großer baugeschichtlicher Bedeutung. Wohnstallhaus mit Umgebinde an Stube, Bohlenstube mit schöner Holzbalkendecke, Erdgeschoss massiv, Obergeschoss Fachwerk, Kopfbänder geblattet, Streben gezapft. | 09242400 |
| Direkt Bild zu diesem Denkmal hochladen | Vierseithof mit Wohnstallhaus, Scheune, Seitengebäude und Seitengebäude mit Laubengang | Schlunziger Hauptstraße 6; 6a; 6b (Karte) | Mitte 19. Jh. (Wohnstallhaus)             | Scheune vollständig Fachwerk, Nebengebäude eventuell vor 1800 | 09242401 |
| Direkt Bild zu diesem Denkmal hochladen | Dreiseithof mit Wohnstallhaus, Seitengebäude und Scheune | Schlunziger Hauptstraße 8 (Karte)         | 1706–1707 Dendro, Dachwerk                | Wasserhaus und Stall mit Kreuzgewölbe, Flur preußische Kappe, Umbau Haus um 1870 und Ende 19. Jh., Stall massiv, ortsbildprägend, Nähe Kirche | 09242402 |
| Direkt Bild zu diesem Denkmal hochladen | Ehemaliges Pfarrhaus | Schlunziger Hauptstraße 12 (Karte)        | um 1800                                   | gut erhaltenes Fachwerkgebäude von ortsgeschichtlicher und ortsbildprägender Bedeutung. Rechteckiger Grundriss, zweigeschossig, Erdgeschoss massiv, verputzt, Obergeschoss Fachwerk mit regelmäßigen Streben teilweise verputzt oder verschiefert, Krüppelwalmdach, Eingang traufseitig mit Naturstein-Stichbogenportal mit Schlussstein, im Inneren: Kreuzgratgewölbe, tonnengewölbter Keller, Treppe und teilweise Zimmertüren original, Korbbogenlaibungen Fensteröffnungen, Reste Backofen. | 09242372 |
| Direkt Bild zu diesem Denkmal hochladen | Scheune, Seitengebäude (ehemals Torhaus) und Stallgebäude (mit Oberlaube) eines Vierseithofes | Schlunziger Hauptstraße 13; 13b (Karte)   | 2. Hälfte 19. Jh.                         | gut erhaltenes Ensemble ländlicher Wohn- und Wirtschaftsgebäude von besonderer hausgeschichtlicher sowie städtebaulicher Bedeutung, Fachwerkbauten, Seitengebäude mit sechsjochiger Oberlaube von Seltenheitswert. Scheune und Durchfahrtsscheune Satteldach, Nebengebäude Krüppelwalmdach, Kehlbalken, Stall mit preußischer Kappe, alle Holzverbindungen gezapft. | 09242404 |
| Direkt Bild zu diesem Denkmal hochladen | Vierseithof mit Wohnstallhaus, Scheune, Auszugshaus und Durchfahrtsscheune sowie ehemalige Miststatt (heute Sitzecke) | Schlunziger Hauptstraße 17 (Karte)        | um 1850 (Wohnstallhaus)                   | geschlossen erhaltener Vierseithof von baugeschichtlichem, sozialgeschichtlichem und ortsbildprägendem Wert. Alle Gebäude Satteldach, Scheune vollst. Fachwerk, andere Gebäude Erdgeschoss massiv, Obergeschoss Fachwerk. | 09242405 |